# Sântelec
Sântelecⓘ – wieś w Rumunii, w okręgu Bihor, w gminie Hidișelu de Sus. W 2011 roku liczyła 371 mieszkańców.